# ヴァルセッカ
ヴァルセッカ（イタリア語: Valsecca  ( 音声ファイル)）は、イタリア共和国ロンバルディア州ベルガモ県サントモボーノ・テルメに属する分離集落（フラツィオーネ）。
かつては独立した基礎自治体（コムーネ）であったが、2014年にサントモボーノ・テルメと合併した。

## 地理

### 位置・広がり
ベルガモ県西部、ヴァッレ・イマーニャに位置する。かつてのコムーネ面積は5.23km2 、コムーネ人口は436人（2014年1月1日現在）。

#### 隣接コムーネ
かつてのコムーネ「ヴァルセッカ」は、以下のコムーネと隣接していた。
- ブルマーノ
- カレンノ (LC)
- コスタ・ヴァッレ・イマーニャ
- エルヴェ (LC)
- ロータ・ディマーニャ
- サントモボーノ・テルメ